# Luis Fernando Rodríguez Velásquez
Luis Fernando Rodríguez Velásquez (Medellín, 8 de dezembro de 1959) é um ministro colombiano e nomeado arcebispo católico romano em Cali .

## Vida
Luis Fernando Rodríguez Velásquez recebeu o Sacramento da Ordem pela Arquidiocese de Medellín em 25 de agosto de 1984.
Em 5 de julho de 2014, o Papa Francisco o nomeou Bispo Titular de Illiberi e Bispo auxiliar de Cali. O Núncio Apostólico na Colômbia, Dom Ettore Balestrero, conferiu a consagração episcopal em 22 de agosto do mesmo ano; Co -consagradores foram o Arcebispo de Medellín, Ricardo Antonio Tobón Restrepo, e o Arcebispo de Cali, Darío de Jesús Monsalve Mejía.
O Papa Francisco o nomeou Arcebispo coadjutor de Cali em 22 de abril de 2022.